# Скадарлия
Скадарлия (серб. Скадарлија, Скадарска улица) — старинный квартал Белграда, столицы Сербии. Расположен в общине Стари-Град, считается богемной частью города и часто сравнивается с Монмартром в Париже.

## Расположение
Квартал Скадарлия находится к северо-востоку от Площади Республики и простирается вдоль Скадарской улицы, длина которой составляет 590 м.

## История
История улицы берёт начало с 30-х годов XIX века с момента появления цыганского поселения в заброшенных траншеях перед крепостным валом. План города 1854 года рассказывает о том, что на месте цыганских лачуг возникли кирпичные дома ремесленников, торговцев и мелких клерков. Однако название Цыганский квартал сохранялось до 1872 года, когда место стало называться Скадар в честь средневековой столицы Сербии, (сейчас — Шкодер в Албании).
Скадарлия стала приобретать свой богемный характер в последние два десятилетия XIX века и в особенности начиная с 1901 года после сноса кафаны (трактира) «Дарданеллы», где жили известные горожане, писатели и актёры, которые стали переезжать в гостиницы Скадарлии. Самыми знаменитыми из них были «Три шешира» («Три шляпы»), «Два јелена» («Два оленя»), «Златни бокал» («Золотой кубок»), «Бандист», «Восток», «Гильдия», «Вук Караджич» и «Два сержанта». Некоторые из них сохранились до сих пор.
Последняя часть улицы завершается атриумом. Дом Джуры Якшича, известного поэта и художника, жившего и умершего в Скадарлии, превратился в место встречи поэтов на Скадарлийских вечерах.
После второй мировой войны от перестройки улицу спас архитектор Углеша Богунович, выступив в журнале Politika в 1957 году. Скадарлию превратили в живой музей и в 1968 году отремонтировали. 9 лет спустя по инициативе Парижа, Скадарлия стала официально называться Монмартром Белграда. В квартале до сих пор сохранился свой кодекс, символы (трость, гвозика и шляпа) и флаг, поднимающийся в начале сезона.

## Знаменитые личности
Здесь жили и творили писатели, поэты и публицисты Борислав Станкович, Йован Йованович, Янко Веселинович, Милован Глишич, Симо Матавуль, Радое Доманович, Воислав Илич, Иво Чипико, Велько Петрович, Станислав Винавер, Бранислав Нушич, Стеван Сремац, играли роли актёры и актрисы Илья Станоевич, Вела Нигринова, Добрица Милутинович, Жанка Стокич, здесь подолгу останавливались хорватские поэты и писатели Тин Уевич и Густав Крклец, бывал Иван Бунин.

## Галерея

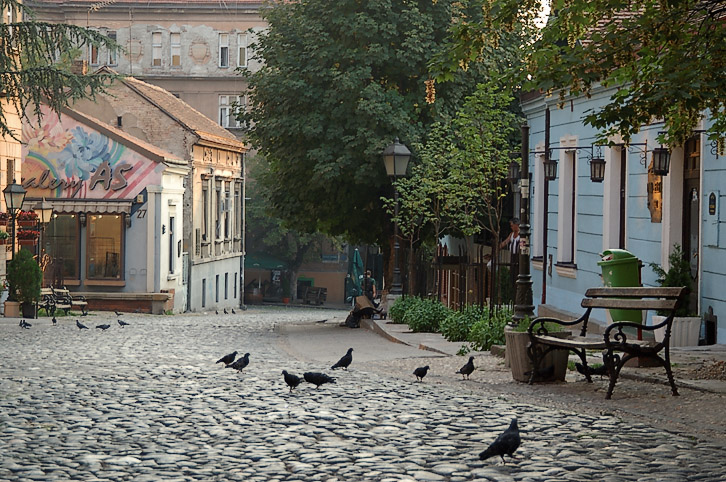
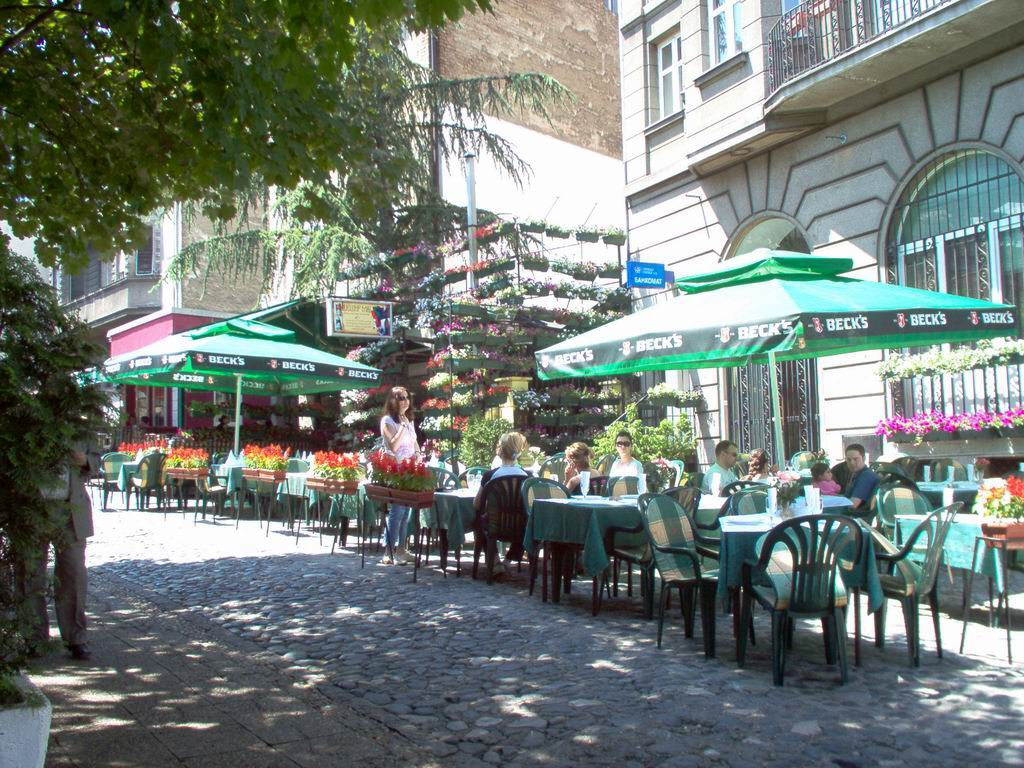
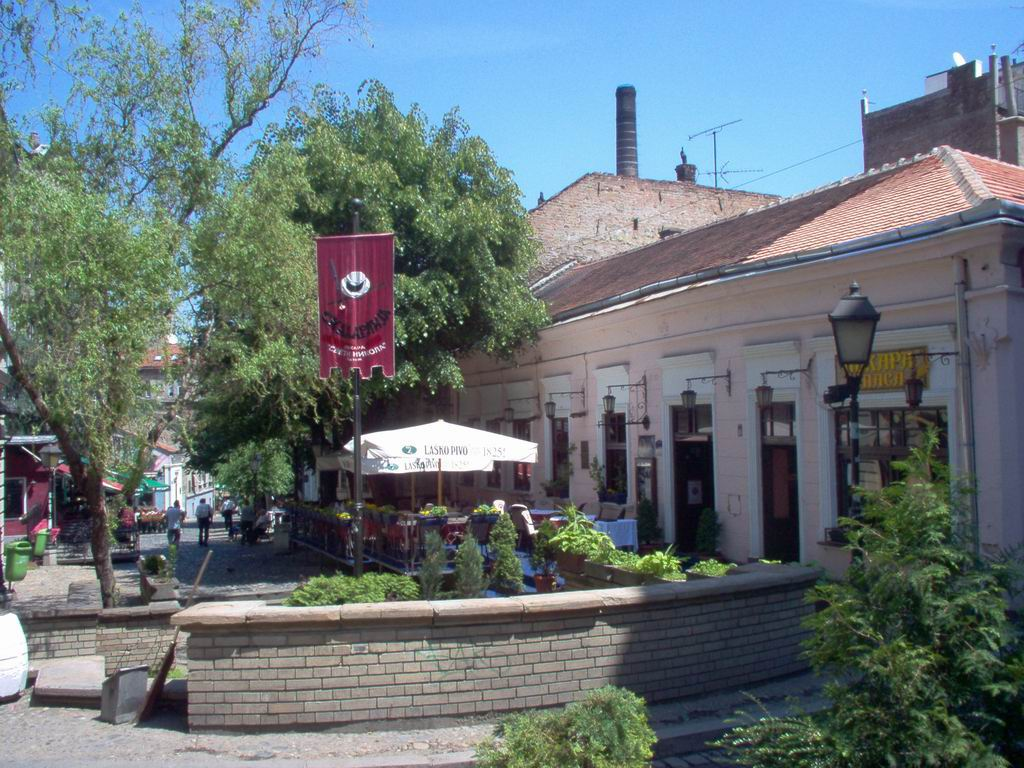
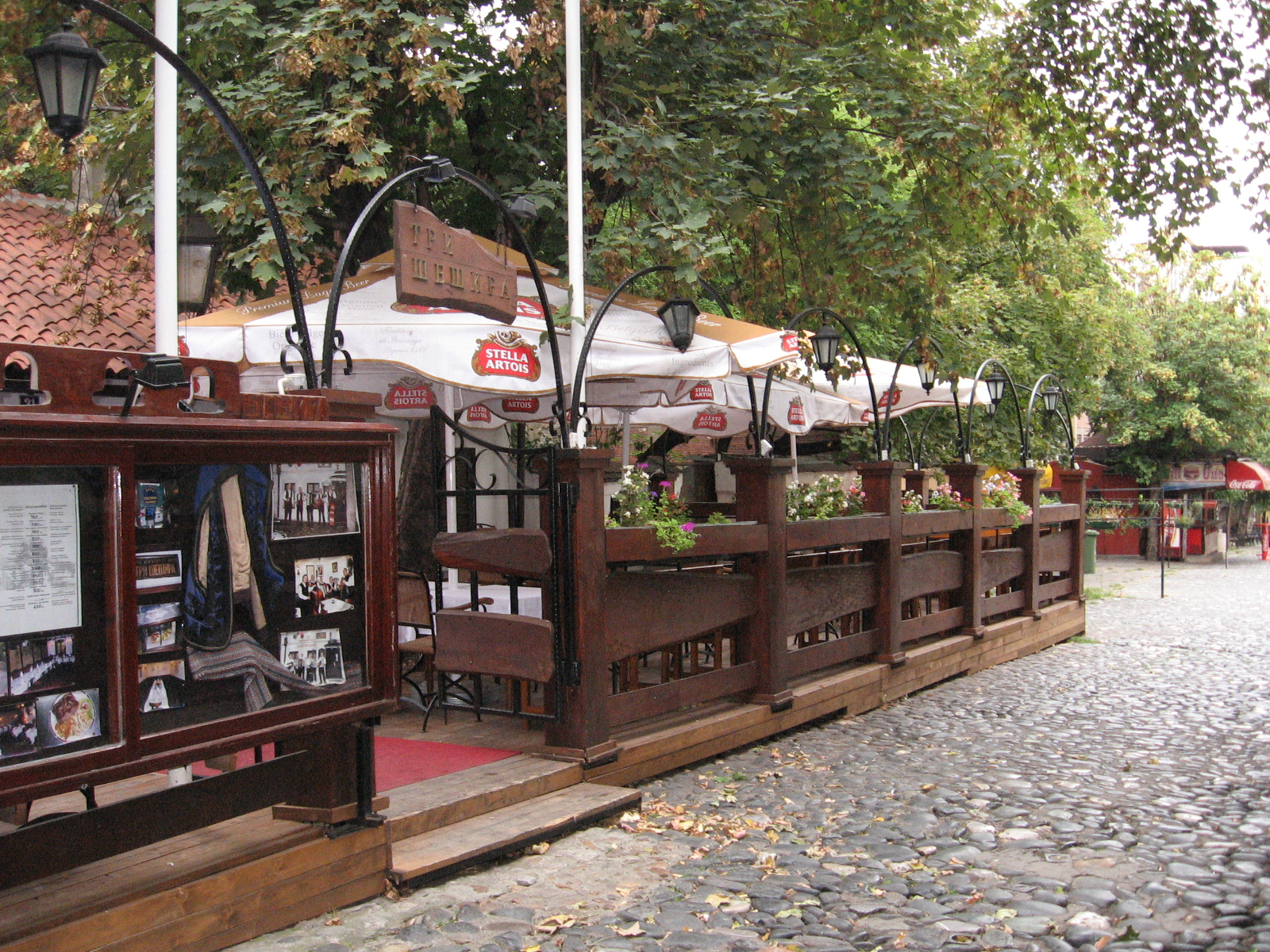
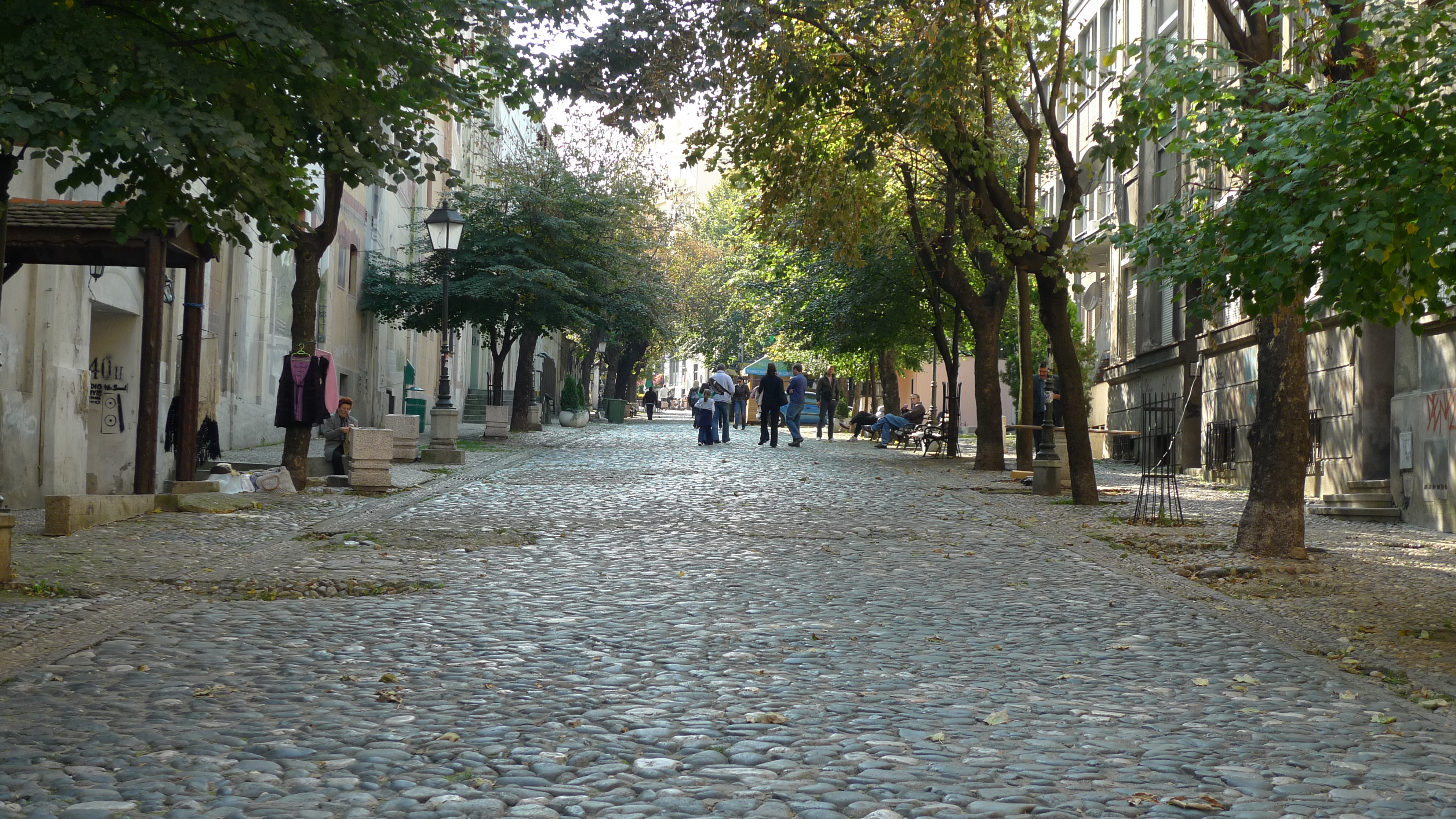
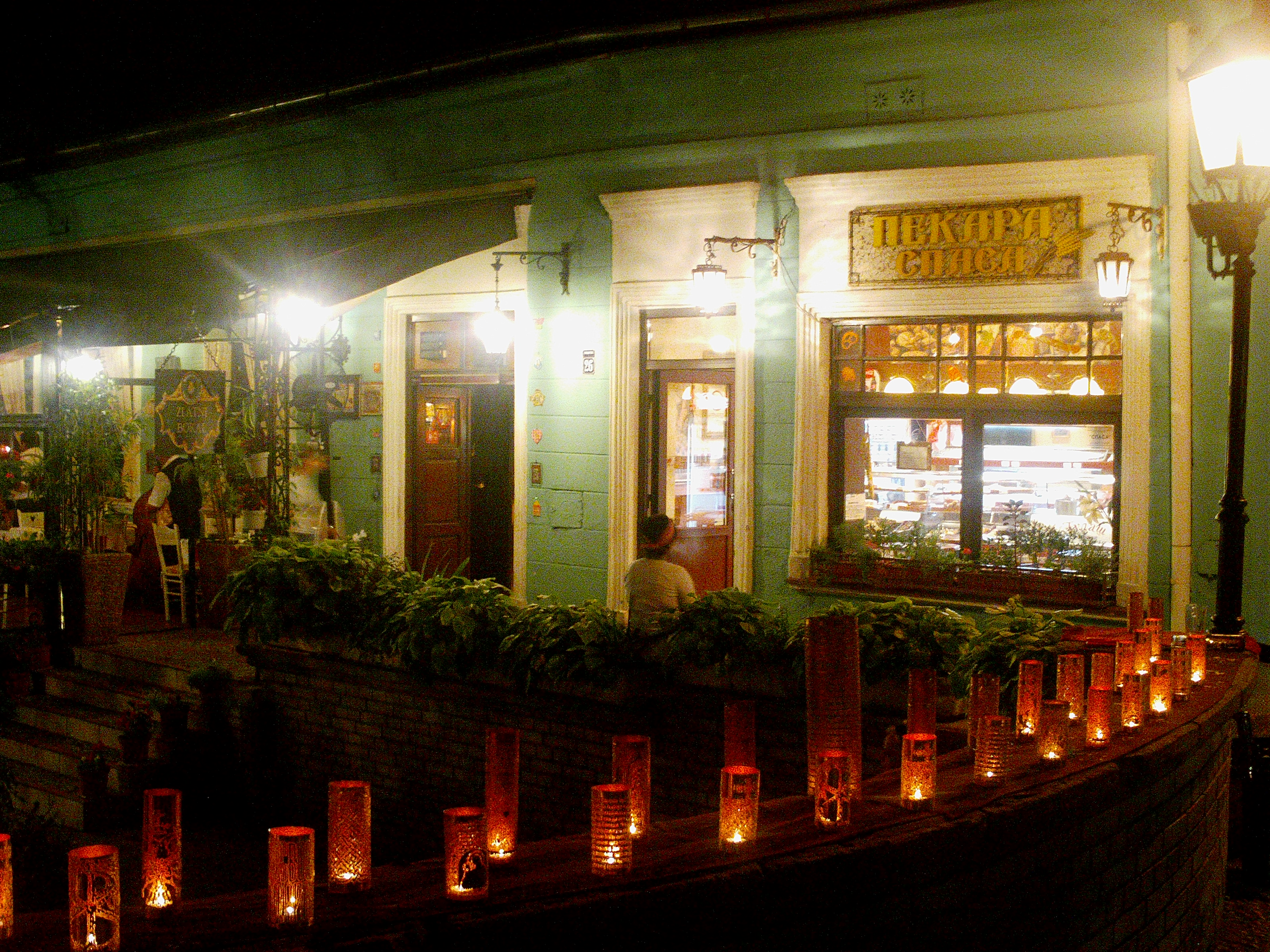
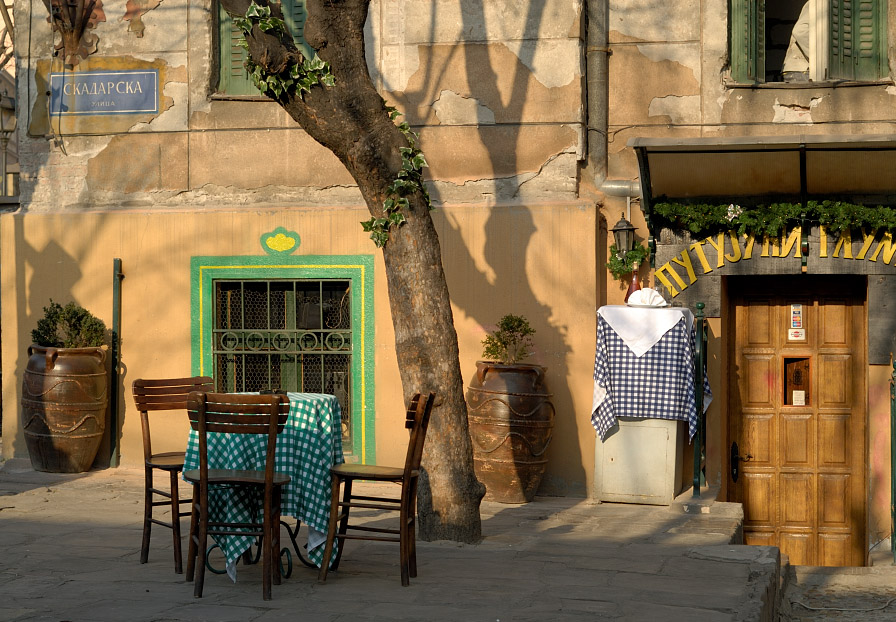